# Vilhelm Dybwad

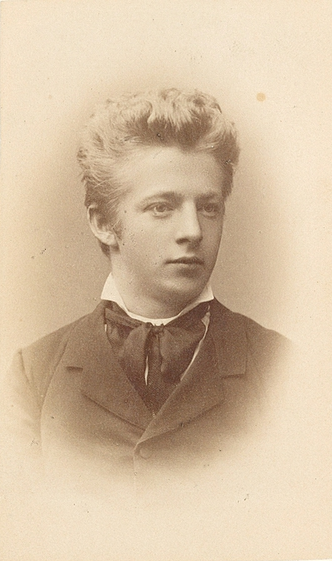
Vilhelm Dybwad (1882)

Vilhelm Dybwad (* 12. Februar 1863 in Christiania; † 16. März 1950 in Oslo) war ein norwegischer Jurist und Schriftsteller, der vor allem als Dramatiker und Liedtexter hervortrat.

## Leben

### Ausbildung als Jurist
Vilhelm Dybwad wuchs als Sohn des Buchhändlers Jacob Dybwad (1823–1899) und dessen Frau Anne Margrethe Grøntvedt Aabel (1831–1873) in der norwegischen Hauptstadt Christiania (dem heutigen Oslo) auf. Nach dem Abitur, 1881, nahm er ein Studium der Rechtswissenschaft auf, das er mit dem akademischen Grad eines candidatus juris 1886 abschloss. Weitere Studien führten ihn nach Berlin und Paris. Zwei Jahre lang arbeitete er in der Kanzlei eines bekannten Rechtsanwalts in Christiania, ehe er sich 1890 selbständig machte. 1892 erhielt Dybwad die Anwaltszulassung für den Obersten Gerichtshof von Norwegen (Høyesterett).

### Autor von Komödien

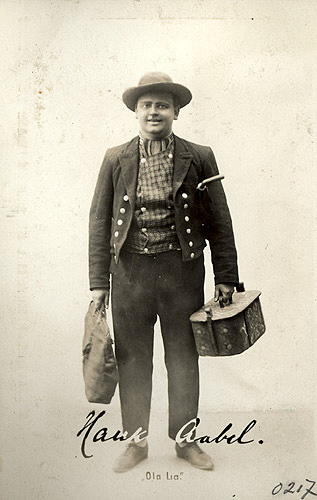
Hauk Aabel als Ola Lia im gleichnamigen Stück von Vilhelm Dybwad

Schon während seiner Studienzeit zeigte er großes Interesse für Revue und Theater. Er trat als Schauspieler und Pianist an Theaterabenden des Norwegischen Studentenvereins auf, für den er auch selbst einige Komödien mit musikalischen Einlagen schrieb. Für das Christiania Theater und das Nationaltheatret übersetzte er Dramen und Operetten, so etwa Johann Strauss’ Klassiker Die Fledermaus.
Nach der Jahrhundertwende hatte Vilhelm Dybwad mit einigen revueartigen Komödien großen Erfolg. Gemeinsam mit dem Karikaturisten Olaf Krohn schrieb er das am 30. September 1905 uraufgeführte Stück Ola Lia. Die Titelfigur der Komödie ist ein naiver Bauernbursche, der in einer Lotterie einen achttägigen Aufenthalt in der Hauptstadt gewinnt und dort zwischenzeitlich unter die Räuber gerät. Ola wurde am Centralteatret von Dybwads Vetter Hauk Aabel dargestellt, einem bereits etablierten Schauspieler, der mit dieser Rolle einen seiner größten Triumphe feierte. Die Musik, zu der Komponisten wie Sigurd Lie beitrugen, war teils an Jacques Offenbach, teils an Volksliedern angelehnt. Sein nächstes Stück, die Farce Verdens undergang (1906; Der Untergang der Welt), wurde wegen seiner dünnen Handlung kritisiert; dafür fanden einige der eingestreuten Lieder, ebenfalls aus der Feder Dybwads, umso mehr Anklang. Insbesondere das Couplet Akerselva, du gamle og graa über den gleichnamigen, von Industrieabwässern verunreinigen Fluss in Oslo, entwickelte sich trotz seines ironisch-satirischen Inhalts zu einem Evergreen und gilt bis heute als Oslo-Hymne. Die Melodie stammt von Leopold Sprowacker.
1907 folgte, erneut am Centralteatret, das Stück Sterke Mænd (Starke Männer), das die Begeisterung der Zeit für Kampf- und Kraftsportler in Zirkusvorstellungen persifliert. Premiere am Nationaltheatret, der angesehensten Bühne Norwegens, hatte 1911 die Operette Mod Nordpolen (Richtung Nordpol), die ähnlich kritisch den Medienrummel um die damaligen Arktis- und Antarktis-Expeditionen hinterfragt. Als Komponisten hatte Dybwad den renommierten Chefdirigenten am Nationaltheatret, Johan Halvorsen, gewinnen können.

### Revue- und Liedtexter
Auf Anregung des Malers Frits Thaulow und dessen Frau Alexandra begannen Vilhelm Dybwad und die Sängerin Bokken Lasson gegen Ende 1911, ein Konzept für ein norwegisches Revuetheater nach dem Vorbild des Pariser Le Chat Noir auszuarbeiten. Bereits am 1. März 1912 erlebte das im Vergnügungsviertel Tivoli schnell gefundene Lokal, das ebenfalls den Namen Chat Noir erhielt, seine erste Vorstellung. Zur Premiere steuerte Vilhelm Dybwad neben dem befreundeten Lyriker Herman Wildenvey, der außerdem als Conférencier in Erscheinung trat, die meisten Liedtexte bei. 1913 stand die von Dybwad allein geschriebene Revue 1913 – en nytaarsspøg i 1 akt (1913 – ein Neujahrsspaß in einem Akt) auf dem Programm des neuen Hauses.
Kurz darauf gastierte erstmals der populäre schwedische Schauspieler und Sänger Ernst Rolf am Chat Noir, der zu dieser Zeit bereits einige Grammophonplatten veröffentlicht hatte. Bokken Lasson und Ernst Rolf, daneben Jens Hetland, gehörten zu den wichtigsten Interpreten der Lieder Vilhelm Dybwads, die nun in rascher Folge entstanden. Einige Arbeiten dieser Zeit erlangten Klassikerstatus in Norwegen. Ein Text über die Hovedøya, eine Insel im Oslofjord, wurde noch in den fünfziger Jahren, nach dem Tod Dybwads, vertont und als Schallplatte ein Bestseller. 1967 spielte die junge Wencke Myhre sein Lied Tuppen og Lillemor (Tuppen und Lillemor) ein; heute zählt es zu den bekanntesten norwegischen Kinderliedern. Schon 1920 gab Bokken Lasson das Buch 67 viser fra det gamle Chat Noir (67 Lieder aus dem alten Chat Noir) heraus, das viel Material von Dybwad enthält.

### Erinnerungsbücher

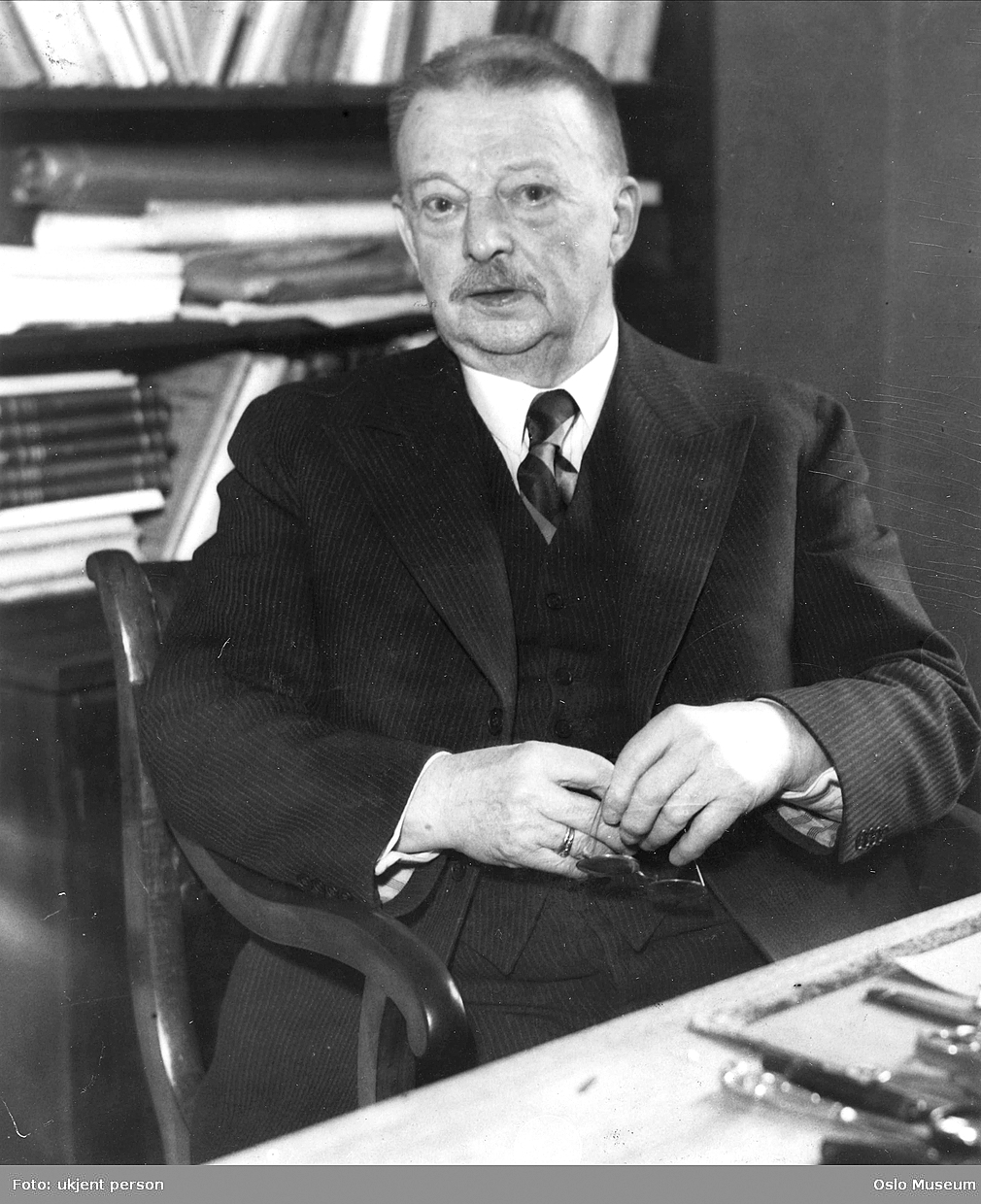
Vilhelm Dybwad (ca. 1935)

Während seiner künstlerisch produktiven Jahre arbeitete Dybwad weiterhin in seinem Hauptberuf als Rechtsanwalt. In den 1930er-Jahren gab er einige Erinnerungsbücher heraus, in denen interessante Fälle und kuriose Anekdoten aus den Gerichtssälen im Mittelpunkt standen. Der Karikaturist Olaf Gulbransson illustrierte zwei dieser Bücher: På anklagebenken (1933; Auf der Anklagebank) und Retten er satt (1937; Die Verhandlung ist eröffnet).
In seinem Buch Venner og kjenninger fra 80-årene (Freunde und Bekannte aus den achtziger Jahren) porträtiert er unter anderem den Maler Ludvig Skramstad.

### Privat
Von 1891 bis 1916 war Vilhelm Dybwad mit der Schauspielerin Johanne Dybwad, geborene Juell, verheiratet. Am 17. August 1916 heiratete er seine langjährige Partnerin aus Chat-Noir-Zeiten, Bokken Lasson.
Der deutsch-norwegische Architekt Peter Dybwad ist ein älterer Bruder Vilhelm Dybwads.

## Werke (Auswahl)
- 1883 En paa Planeten (Auf die Fresse), Komödie
- 1883 Splendid, „Studentenoperette in zwei Akten“
- 1905 Ola Lia, Komödie
- 1906 Verdens undergang (Der Untergang der Welt), Farce
- 1907 Sterke mænd (Starke Männer), Komödie
- 1909 Taterblod (Tartarenblut), Operette
- 1911 Mod nordpolen (Richtung Nordpol), Operette
- 1933 På anklagebenken. Små hverdagshistorier fra rettssalen (Auf der Anklagebank. Kleine Alltagsgeschichten aus dem Gerichtssaal), Erinnerungsbuch
- 1937 Retten er satt (Die Verhandlung ist eröffnet), Erinnerungsbuch
- 1941 Venner og kjenninger fra 80-årene (Freunde und Bekannte aus den achtziger Jahren), Memoiren